# Sérgio Luís Donizetti
Sérgio Luís Donizetti (sinh ngày 9 tháng 7 năm 1964) là một cầu thủ bóng đá người Brasil.

## Đội tuyển bóng đá quốc gia Brasil
Sérgio Luís Donizetti thi đấu cho đội tuyển bóng đá quốc gia Brasil từ năm 1987 đến 1991.

## Thống kê sự nghiệp
| Đội tuyển bóng đá Brasil | Đội tuyển bóng đá Brasil | Đội tuyển bóng đá Brasil |
| Năm                      | Trận                     | Bàn                      |
| ------------------------ | ------------------------ | ------------------------ |
| 1987                     | 3                        | 1                        |
| 1988                     | 1                        | 0                        |
| 1989                     | 2                        | 0                        |
| 1990                     | 0                        | 0                        |
| 1991                     | 11                       | 3                        |
| Tổng cộng                | 17                       | 4                        |